# Мунштейн, Леонид Григорьевич
Леони́д Григо́рьевич Мунште́йн (Лео́н Ге́ршкович, псевдоним Лоло, Lolo, L—o; 30 января 1867, Екатеринослав — 1947, Ницца) — русский поэт-фельетонист, публицист и драматург, редактор, театральный деятель, переводчик.

## Биография
Родился 30 января (по старому стилю) 1867 года в Екатеринославе в семье купца, почётного гражданина иудейского вероисповедания Григория Александровича Мунштейна и Товбы Лейбовны Мунштейн. Мать в разных документах указана также как Тойба Лейбовна и Товба Леоновна.. Дед, Александр Мунштейн, тоже был купцом, состоял гласным городского общественного управления Екатеринослава.
Окончил гимназию (1886) в Киеве и юридический факультет Императорского университета Святого Владимира (1891). Учась в университете, печатался в киевских газетах: в 1886 году опубликовал первые стихотворения стихами в газете «Заря», в 1887—1890 годах — стихи и стихотворные фельетоны в газете «Киевское слово». В 1892 году был вольнослушателем историко-филологического факультета Императорского Московского университета. С середины 1890-х годов жил и работал в Москве, где под псевдонимом Л. Монд в 1892—1894 годах сотрудничал в журнале «Семья». Стал известен как поэт-сатирик, когда начал работать в московской газете «Новости дня» (1894—1905), где появился его псевдоним Lolo. Редактор-издатель еженедельного журнала «Рампа и жизнь» (с 1908 по 1918 год). Активно сотрудничал в сатирических газетах и журналах: «Сигнал», «Стрелы», «Зарницы», «Утро России», «Утро свободы».
Осенью 1918 года уехал в Киев, затем через Одессу эмигрировал в Константинополь. Во Франции с 1920 года. С 1926 года жил в Ницце.
В 1925—1926 годах регулярно печатал сатирические стихотворения в газете «Возрождение» (Париж).

## Семья
- Сестра Софья была замужем за киевским адвокатом Александром Соломоновичем Гольденвейзером. Сестра Паулина была замужем за киевским купцом первой гильдии, потомственным почётным гражданином Леонтием Тимофеевичем (Тевелевичем) Фельдзером, который был занят в банковском деле и строительном производстве, состоял членом Совета Центрального банка обществ взаимного кредита и совета Одесского Купеческого банка[9] (их внук — военный лётчик Константин Фельдзер). Брат Иосиф (1863)[10], выпускник юридического факультета Университета Святого Владимира, был с 1892 года женат на Елизавете Абрамовне Куперник (к тому времени вдове, в первом браке Гринберг, 1860—?), сестре присяжного поверенного Льва Абрамовича Куперника (её племянницы — актрисы Малого театра Татьяна Щепкина-Куперник и Александра Щепкина-Куперник)[11].
- Тётя (сестра отца) Матильда Александровна Мунштейн была с 1882 года замужем за присяжным поверенным, потомственным почётным гражданином Львом Тимофеевичем Фельдзером, чей одесский кирпично-черепичный завод был главным поставщиком кирпича на Юго-Западную железную дорогу[12].
- Племянники — Алексей Гольденвейзер, юрист; Александр Гольденвейзер, антрополог; Эммануил Гольденвейзер, экономист.
- Первая жена — Татьяна Львовна Щепкина-Куперник, актриса и литератор.
- Вторая жена — Вера Николаевна Ильинская (по сцене — Ильнарская, 1889—1946), драматическая актриса, театральный рецензент.

## Сочинения
- Вечный праздник: Наброски в 3 действиях в стихах.— СПб.: Изд. журн. «Театр и искусство», 1904. — 40 с. — 100 экз.
- Жрецы и жрицы искусства: словарь сценических деятелей: [эпиграммы и карикатуры: в 2 т.]. Т. 1 / стихи Лоло; шаржи и карикатуры: Andre’a, М. Линского, И. Малютина, Д. Мельникова, Г. Петтера, А. Шафрана-Эльского и др. / Лоло (Lolo). — Москва: Журнал «Рампа и жизнь», 1910. — 55 с.
- Жрецы и жрицы искусства: словарь сценических деятелей: [эпиграммы и карикатуры: в 2 т.]. Т. 2 / стихи Лоло; шаржи и карикатуры: Andre’a, М. Линского, И. Малютина, Д. Мельникова, Г. Петтера, А. Шафрана-Эльского и др. / Лоло (Lolo). — Москва: Журнал «Рампа и жизнь», 1912. — 49 с.
- О чёрте лысом и всех его присных: Конец красной сказки: Политический памфлет. — Париж: Франко-Русская печать, 1922. — 23 с.
- Эмигрантский букварь // Возрождение. — Париж, 1925.— 16, 23, 30 августа; 6, 20, 27 сентября; 4, 11, 18 октября; 1, 8, 15, 22, 29 ноября; 6, 13, 20 декабря.
- Пыль Москвы: Лирика и сатира.— Париж: Тип. «Наварр». Склад изд. кн. маг. «Возрождение», 1931. — 200 с.